# Godwin (Carolina del Nord)
Godwin è un comune degli Stati Uniti d'America, situato in Carolina del Nord, nella contea di Cumberland.